# Melvil Dewey
Melvil Dewey (Adams Center, 10 de dezembro de 1851 – Lake Placid, 26 de dezembro de 1931) foi um bibliotecário norte-americano.

## Biografia
Melvil Dewey é o apelido de Melville Louis Kossuth Dewey. Nasceu em 10 de dezembro de 1851 e faleceu com 80 anos também em dezembro, mas em 1931, no dia 26. Era o caçula de cinco filhos. Foi um bibliotecário norte-americano.
Na idade de cinco anos já demonstrava as características que lhe marcariam a biografia. Alguns pesquisadores dizem que nesta idade Dewey realizou seu primeiro feito, proporcionando à despensa de sua mãe uma organização sistemática, condizente com a necessidade de organizá-la e recuperar facilmente os itens ali guardados. Em 1873, trabalhando como assistente bibliotecário da Amherst College, em Amherst, Massachussetts, cargo conseguido no ano anterior (1872), desenvolveu um plano de reorganização da biblioteca. No ano seguinte (1874) foi promovido a Assistente Bibliotecário da universidade, e em 1876 publicou anonimamente uma obra que revolucionou a biblioteconomia: Classification and Subject Index for Cataloguing and Arranging the Books and Pamphlets of a Library.
No mesmo ano de 1876 tornou-se o primeiro redator-chefe do Library Journal e membro-fundador da American Library Association, como primeiro-secretário da associação. Dewey casou-se com Annie R. Godfrey de Milford, Massachusetts, em 1878. Tiveram um filho, Godfrey, nascido em 1887.
Sua mais famosa contribuição para a área, a Classificação Decimal é tida como referência na área até os dias de hoje. Dewey descreveu, nos seguintes termos, como a ideia lhe aflorou ao espírito:
"Durante meses imaginei, noite e dia, que deveria haver, em alguma parte, uma solução satisfatória. No futuro teríamos milhares de bibliotecas, a maioria das quais aos cuidados de pessoas com pequena capacidade ou escasso adestramento. O primeiro requisito da solução há de ser a maior simplicidade possível. O provérbio dizia 'simples como a, b, c', mas ainda mais simples do que isso era 1, 2, 3. Após meses de estudo, um domingo, durante um longo sermão do pastor Stearns, enquanto o encarava com firmeza sem lhe ouvir uma palavra, e absorvida a mente no problema vital, a solução coruscou-me ante os olhos, a ponto de fazer-me saltar da minha cadeira e de quase levar-me a gritar 'Eureca!' Consistia ela em alcançar a simplicidade absoluta empregando os mais simples símbolos conhecidos, os algarismos arábicos na qualidade de decimais, com o zero revestido da significação usual, a fim de numerar uma classificação de todo o conhecimento humano impresso; completando tal expediente pelos símbolos que, depois dos números, eram os mais simples, ou seja, a, b, c, e indexando todos os títulos das tabelas, de forma que seria mais fácil usar a classificação com 1 000 títulos assim ajustados, do que os 30 ou 40 títulos que reclamam cuidadoso estudo antes de serem utilizados."
O Sistema Decimal de Dewey teve ampla divulgação através do Library Bureau. Foi aplicado a documentos, pela primeira vez, pela Estrada de Ferro Baltimore-Ohio em 1898.
Dois anos depois da morte da esposa em 1922, Dewey casou-se com Emily McKay Beal. Eles permaneceram casados até a morte dele. Morreu de uma hemorragia cerebral em Lake Placid, uma cidade localizada no Estado americano da Flórida, no Condado de Highlands Flórida, no dia 26 de dezembro de 1931.
Em julho de 2019, a American Library Association retirou o seu nome da maior honraria da entidade pelo fato de que Melvil Dewey era racista, antissemita e ter acusações de assédio sexual.